# Bandera de Cabimas

Bandera del Municipio Cabimas.

La bandera del municipio Cabimas fue diseñada por el psicólogo, filósofo y comediante Nicolás Hernández. Se presentó por primera vez el 12 de marzo de 2001 en la plaza Bolívar de Cabimas, mediante un concurso abierto para ser izada en eventos y oficinas públicas, y en representación del municipio. En presencia de Autoridades del Municipio. El creador recibió los honores militares, al realizar la entrega formal de la Bandera que sería enarbolada por primera vez la Plaza Bolívar del Municipio.
La creación del Símbolo Municipal representa las actividades principales así como su ubicación geográfica y principal actividad industrial y económica.

## Símbolos
La bandera está dividida en 3 franjas horizontales, la superior del doble de tamaño que las otras 2 con un sol y un taladro como elementos centrales.
- La franja superior es de color celeste y simboliza el lago de Maracaibo y sus riquezas.
- La franja del medio de color verde, simboliza la riqueza agropecuaria del municipio.
- La franja inferior de color negro, simboliza el petróleo que mana del suelo.
- El sol amaneciendo en el medio ocupando parte de la franja azul, simboliza las riquezas y el porvenir.
- El taladro sobre la franja negra y ocupando parte de la franja verde y el sol, simboliza la industria petrolera y al pozo Barroso II que dio a conocer a Cabimas en el mundo.

## Utilidad
La bandera de Cabimas se encuentra izada en la sede de la alcaldía de Cabimas en el edificio CANTV del Centro Cívico y en la Casa de la Cultura.
La Bandera también es izada en eventos públicos como la Feria de Nuestra Señora del Rosario.
Cuando se usa junto a la bandera del Zulia y la de Venezuela es ubicada a la derecha, dejando el puesto de honor a la bandera de Venezuela.

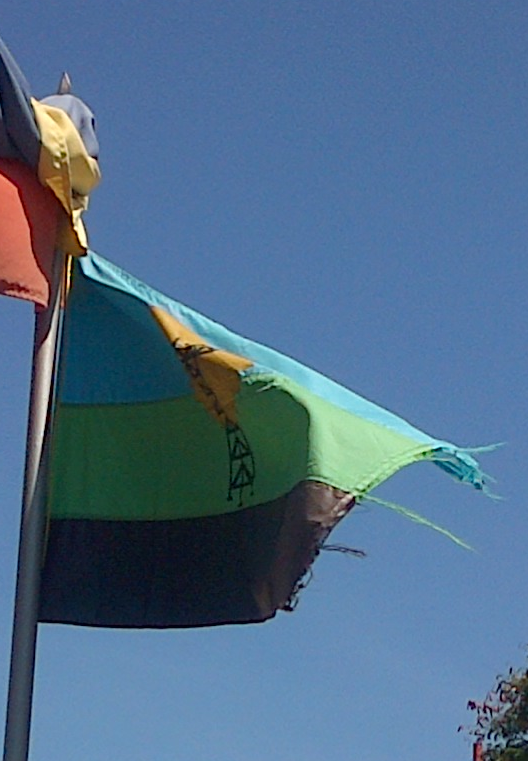
Bandera ubicada frente a la alcaldía de Cabimas